# Onofre Marimón
Onofre Augustin Marimón (Zárate, 23 de dezembro de 1923 – Nürburgring, 31 de julho de 1954) foi um piloto de automobilismo argentino conhecido, principalmente, por ter sofrido o primeiro acidente fatal durante uma competição do mundial de Fórmula 1, excetuando-se as 500 Milhas de Indianápolis.

## Início da carreira
Filho de Domingo Marimón, um lendário piloto argentino de origem espanhola, Onofre participou de suas primeiras competições na Argentina a bordo do Chevrolet TC de seu pai, a partir de 1949. Já no ano seguinte, passou à chamada Mecânica Nacional, para carros monopostos, e, em 4 de junho do mesmo ano, venceu sua primeira prova, o Grande Prêmio General San Martín, disputado em Junín. Nessa prova, Marimón usou o Volpi-Chevrolet de propriedade de Juan Manuel Fangio, o grande incentivador de sua carreira. No mesmo dia, Fangio disputava, em Bremgarten, Suíça, sua terceira prova na Fórmula 1. Ainda no final de 1950, em 12 de novembro, foi organizado o Grande Prêmio de Paraná, para veículos de força livre, tendo sido a primeira prova de Marimón num monoposto especial, o Maserati 4 CLT. Debaixo de muita chuva, o novato piloto chegou na quarta colocação, atrás das lendas Juan Manuel Fangio, José Froilán González e Alfredo Pián.

## Primeira chance na Europa
Em 1951, com o incentivo do pai e a influência de Fangio, Marimón vai à Europa para disputar as 24 Horas de Le Mans, entre 23 e 24 de junho. Com dois Talbot-Lago T26GS inscritos nos nomes dos pilotos franceses Henri Louveau e Louis Rosier, Marimón correu junto de Froilán Gonzalez, enquanto Fangio teve o próprio Rosier como dupla. Em algumas fontes, porém, ambos os carros estão inscritos como Ecurie Lago. O carro de Marimón e Froilán Gonzalez chegou a liderar as horas iniciais e nunca se posicionou abaixo da quarta colocação, até que um problema no radiador encerrou a prova dos argentinos na volta 128. Fangio e Rosier haviam abandonado já na volta 92 e a prova seria vencida pela dupla britânica Peter Walker e Peter Whitehead, da Jaguar.
Uma semana depois, em 1º de julho, Marimón fez sua primeira prova válida pelo campeonato oficial de Fórmula 1, no Grande Prêmio da França, disputado nas ruas de Reims. Naquela ocasião, largou da 15ª posição, com um Maserati da Scuderia Milano, completando apenas 2 voltas no circuito de quase 8 quilômetros, abandonando por problemas no motor. Ainda em 1951, disputou o Grande Prêmio de Modena de Fórmula 2, completando a prova na oitava posição.
Em 1952, Marimón voltou à Argentina para competir na Mecânica Nacional. Um dos grandes motivos desse afastamento temporário da Europa talvez tenha sido a difícil temporada pela qual passou Fangio. Com a saída da Alfa Romeo da Fórmula 1, ele, que era o campeão do ano anterior, ficou sem equipe e não disputou nenhuma prova do campeonato oficial. Para completar, em junho do mesmo ano, Fangio sofreu, numa prova de Fórmula 2, em Monza, um de seus mais graves acidentes, que o afastou das provas até o ano seguinte.

## A volta à Europa
A prova das 24 Horas de Le Mans de 1953, realizada em 13 e 14 de junho, marcou a volta de Marimón à Europa, desta vez num Alfa Romeo 6C/3000 CM oficial da fábrica, ao lado do próprio Fangio. Um problema de pistão menos de 3 horas após o início da prova, no entanto, impediu que Marimón assumisse o volante. De qualquer forma, uma semana depois, em 21 de junho, ele fez a sua estréia como piloto regular de uma equipe de fábrica na Fórmula 1 e seu resultado foi excelente. Correndo pela Maserati, no Grande Prêmio da Bélgica, em Spa-Francorchamps, ele conquistou seu primeiro pódio ficando em terceiro lugar, atrás de Alberto Ascari e Luigi Villoresi, pilotos da Ferrari. Após um nono lugar na etapa seguinte, na França, Marimón teve problemas e não completou as últimas quatro provas da temporada. Naquele ano, por outro lado, ele ainda conquistaria um segundo lugar no Grande Prêmio de Modena, não válido pelo campeonato.
O ano de 1954 iniciou como o mais ativo e promissor da carreira de Marimón, como piloto oficial da Maserati, disputando todas as etapas do campeonato mundial e as mais importantes provas extra-oficiais. Enquanto a má sorte do final do ano anterior persistia nas provas válidas pelo mundial, com abandonos nas três primeiras da temporada (Argentina, Bélgica e França), Marimón obtinha brilhantes resultados em outras provas importantes, como o quarto lugar em Bari e o quinto lugar em Siracusa. Entretanto, foi em 6 de junho daquele ano, que ele conquistou a que talvez seja sua mais importante vitória, o Grande Prêmio de Roma] batendo Fangio, Froilan Gonzalez, Ascari e Moss. No mês seguinte, Marimón conquistaria, ainda, seu segundo pódio válido pelo campeonato mundial, com o terceiro lugar e a melhor volta do Grande Prêmio da Grã-Bretanha, disputado em Silverstone.

## O acidente fatal
Quando a carreira internacional do jovem argentino parecia definitivamente estabelecida, veio a tragédia. Era 31 de julho de 1954, quando Marimón deixou os boxes do gigantesco traçado do velho Nürburgring para tentar baixar seu tempo, provavelmente nervoso com a concorrência de Moss, que havia feito um tempo mais baixo com um Maserati particular. Na baixada de Adenau, ele perdeu o controle do carro, passou pelas árvores e caiu de um barranco, tendo falecido antes da chegada do socorro. No dia seguinte, Froilan Gonzalez não conseguiu correr mais do que três voltas, passando o carro para Mike Hawthorn, e Fangio, mesmo transtornado, venceu a prova, numa homenagem ao amigo, e, mais tarde, conquistou o título. A morte de Marimón foi a primeira da história da Fórmula 1, excetuando-se as 500 Milhas de Indianápolis e os testes fora das provas.

## Todos os Resultados na Fórmula 1
(legenda) (Corridas em itálico indicam volta mais rápida)
| Ano  | Equipe                    | Chassis          | Motor       | 1       | 2   | 3       | 4       | 5     | 6       | 7       | 8       | 9       | Posição | Pontos |
| ---- | ------------------------- | ---------------- | ----------- | ------- | --- | ------- | ------- | ----- | ------- | ------- | ------- | ------- | ------- | ------ |
| 1951 | Scuderia Milano           | Maserati 4CLT/50 | Milano L4   | SUI     | 500 | BEL     | FRA Ret | GBR   | GER     | ITA     | ESP     |         | NC      | 0      |
| 1953 | Officine Alfieri Maserati | Maserati A6GCM   | Maserati L6 | ARG     | 500 | PAB     | BEL 3   | FRA 9 | GBR Ret | GER Ret | SUI Ret | ITA Ret | 11º     | 4      |
| 1954 | Officine Alfieri Maserati | Maserati 250F    | Maserati L6 | ARG Ret | 500 | BEL Ret | FRA Ret | GBR 3 | GER DNS | SUI     | ITA     | ESP     | 13º     | 4 1⁄7  |